# عبد الله شيخ إسماعيل
عبد الله شيخ إسماعيل (توفي في 7 مايو 2021) كان سياسيًا صوماليًا. شغل سابقًا منصب نائب رئيس الوزراء، وكذلك وزير الخارجية في الحكومة الفيدرالية الانتقالية الصومالية. في 12 يناير 2015 تم تعيين إسماعيل وزيرًا جديدًا للنقل في الحكومة الفيدرالية الصومالية من قبل رئيس الوزراء عمر شارماركي.